# Красиков, Иван Семёнович
Иван Семёнович Красиков (09.08.1923 — 24.06.2000) — участник Великой Отечественной войны, полный кавалер ордена Славы.

## Биография
Родился 9 августа 1923 года в селе Старая Тояба Челно-Вершинского района(сейчас Самарская область) в семье крестьянина. Русский.
Получил неполное среднее образование — окончил 8 классов. В семнадцать лет переехал в город Ташкент, где работал слесарем на заводе.
В марте 1942 года был призван в армию и направлен в пулеметно-минометное училище. В августе 1942 года после окончания училища направлен на фронт под Сталинград. В декабре 1942 года был ранен. Командир отделения 691-го стрелкового полка 383-й стрелковой дивизии Отдельной Приморской армии, затем воевал командиром миномёта 107-й минометной батареи 323-го гвардейского горно-стрелкового полка 128-й гвардейской горно-стрелковой дивизии 1-й гвардейской армии 4-го Украинского фронта. Старший сержант, гвардии старшина.
Принимал участие в штурме Сапун-горы и освобождении Севастополя. Участвовал в освобождении Чехословакии. Закончил войну 8 мая 1945 года в чехословацком городе Оломоуц.
Член КПСС с 1945 года.
В июне 1946 Красиков был демобилизован. Жил в г. Куйбышев (ныне г. Самара). В 1957 году Красиков окончил сельскохозяйственный техникум. В 1970 году — окончил одногодичный экономический факультет Волгоградского сельскохозяйственного института.
Работал начальником планового отдела Куйбышевского треста совхозов «Свинопром», старшим экономистом «Куйбышевагропрома».
Иван Семёнович Красиков являлся участником Парада на Красной площади 9 мая 1995 года в ознаменование 50-летия Победы в Великой Отечественной войне.
Умер 24 июня 2000 года. Похоронен на Рубёжном кладбище в городе Самара.

## Подвиги

### первый
Отличился в январе 1944 года в боях за город Керчь. В одном бою уничтожил вражеский пулемёт и 14 вражеских солдат и офицеров. За этот подвиг приказом 383-й стрелковой дивизии № 6/н от 1 марта 1944 года награждён орденом Славы 3 степени.

### второй
Отличился в феврале 1944 года в боях за освобождение Крыма. Стрельбой из личного оружия уничтожил до 40 гитлеровцев. За этот подвиг приказом 128-й гвардейской стрелковой дивизии № 30/н от 9 сентября 1944 года награждён орденом Славы 3 степени.

### третий
В ноябре 1944 года Красиков с расчётом, отражая контратаку немцев в районе населённого пункта Бачков (27 км восточнее города Кошице, Словакия), огнём из миномёта уничтожил до 20 немцев. За этот подвиг приказом 1-й гвардейской армии от 20 декабря 1944 года награждён орденом Славы 2 степени.

### четвёртый
14 декабря 1944 года в бою за высоту (21 км северо-восточнее города Кошице) минометным огнём уничтожил 2 пулеметные точки. В дальнейшем поддерживал огнём наступающие подразделения. За этот подвиг Указом Президиума Верховного Совета СССР от 23 мая 1945 года награждён орденом Славы 1 степени.

## Награды
- орден Славы 1 степени № 419 (23.05.1945)[1]
- орден Славы 2 степени. (20.12.1944)[2]
- орден Славы 3 степени. (09.09.1944) [3]
- орден Славы 3 степени. (01.03.1944) [4]
- Орден Отечественной войны 1 степени
- Орден Отечественной войны 2 степени (31.05.1945)[5]
- Орден Красной Звезды (01.10.1944)[6]
- Медаль «За оборону Сталинграда»
- Медаль «За победу над Германией в Великой Отечественной войне 1941—1945 гг.»
- Медаль «За трудовую доблесть»
- медали СССР

## Память
Фамилия Красикова И. С. высечена на доске Героев у монумента Славы в г. Самара.